# Oriol Elcacho
Oriol Elcacho (ur. 8 sierpnia 1979 w Barcelonie) – hiszpański model, najbardziej znany jako twarz Bulgari AQVA. W 2013 zajął dwunaste miejsce na liście Top 25 „The Money Guys” portalu Models.com z innymi modelami hiszpańskimi - Jonem Kortajareną (nr 7) i Andrésem Velencoso (nr 16).
Związał się z agencją View Management. Pracował dla wielu znanych marek, takich jak Ralph Lauren, Bally Shoe, Gap Inc., Custo Barcelona, Carlo Pignatelli, Missoni i Valentino, a także pojawiał się na okładkach magazynów mody, w tym „Elle”, „Telva” (w lipcu 2010), „Cosmopolitan” (2011), „Vanity Fair” (w październiku 2011), „Men’s Health” (w marcu 2013) i portugalskim „Máxima” (w sierpniu 2014). 
Został określany jako „hiszpański Adonis”. Był twarzą Ralpha Laurena, Paula Smitha i Chanel w Nowym Jorku, Mediolanie i Miami.